# Esperantské hnutí v Česku
| Esperanto |  |
| |  |
| Jazyk |  |
| |  |
| - Akademie esperanta - Gramatika - Slovníky - Esperantologie - Abeceda - Číslovky - Fundamento - lernu! - Letní škola esperanta                                                                             |  |
| |  |
| Organizace |  |
| |  |
| - UEA - TEJO - E@I - EEU - SAT - Český esperantský svaz - Česká esperantská mládež - Esperantské kluby - Katolíci                                                                                           |  |
| |  |
| Dějiny |  |
| |  |
| - Ludvík Lazar Zamenhof - Časová osa - Buloňská deklarace - Ido-schizma - Krize ata/ita - Neutrální Moresnet - Interhelpo - Pražský manifest - Bona Espero - Esperantské město                              |  |
| |  |
| Kultura |  |
| |  |
| - Esperantská setkání - Pasporta Servo - Hudba - Rozhlas - Finvenkismus - Homaranismus - Kabei - Politika - La Espero - Stelo - Symboly (vlajka) - UK - IJK - Esperantista - Rodilí mluvčí - Zamenhofův den |  |
| |  |
| Literatura |  |
| |  |
| - Autoři - Esperantské časopisy - Esperantské slovníky - PIV - Wikipedie - KAEST |  |
| |  |
| Úhly pohledu |  |
| |  |
| - Propedeutická hodnota - Srovnání s idem - Srovnání s interlinguou - Reformy - Odpor vůči esperantu |  |

Esperantské hnutí v českých zemích je tvořeno kluby esperantistů po celé České republice. Kluby vydávají časopisy, pořádají kongresy, letní tábory a mnohé další akce.

## Nejstarší historie
První učebnici esperanta nazvanou Esperanto por Bohemoj vydal již v roce 1890 (tři roky po zveřejnění esperanta L. L. Zamenhofem) František Vladimír Lorenc. První esperantský klub byl založen v roce 1901 v Brně. Mezi zakladateli byl dělnický poslanec Josef Hybeš a redaktor Dělnických listů Karel Pelant. V Praze byl první klub založen v roce 1902, spoluzakladatelem byl Stanislav Kostka Neumann. V roce 1902 byly v Praze dva svazy, Bohema Unio Esperantista přijímal pouze kluby a spolky, a Bohema Asocio Esperantista byl svaz pro jednotlivce. Oba svazy měly svůj časopis.

## První a druhá světová válka
Po první světové válce se oba konkurenční svazy spojily a byl založen svaz Ĉeĥoslovaka Asocio Esperantista. Už od března 1918 vycházel časopis La Progreso (Plzeň, Praha), od roku 1930 také Ligilo (Moraviaj Esperanto-Pioniroj, Prostějov). V létě roku 1921 se v Paláci Žofín na Slovanském ostrově v Praze za přítomnosti 2561 účastníků sjel třináctý Světový kongres esperanta pod záštitou československé vlády a prezidenta Masaryka. V roce 1936 změnil svaz své jméno na Esperanto-Asocio en ČSR. V roce 1940 byl svaz likvidován gestapem a po druhé světové válce v roce 1945 byl opět obnoven.
Pravidelné letní koleje byly pořádány po řadu roků v Doksech a semináře v Karlových Varech, Rožnově pod Radhoštěm, Herborticích, v Dudincích, Svitu, Opátce u Košic a Popradu. Před druhou světovou válkou, v letech 1931–1938, byly vedeny z Brna tři rozhlasové kurzy esperanta. Z Brna byly kromě přednášek vysílány také umělecky hodnotné pořady činoherní, operní, operetní, kabarety aj., ve kterých účinkovali Karel Höger, František Kožík, Zdeňka Švabíková, Vladimír Leraus aj., za nezapomenutelného tehdejšího ředitele rozhlasu Ing. Antonína Slavíka. Po válce vysílala esperantem Praha třikrát denně, a také Ostrava a Bratislava.
Ve vyhlazovacích táborech zahynulo v době druhé světové války množství esperantistů, především židovského původu, mezi nimiž byl i Petr Ginz – syn česko-židovského páru esperantistů později proslavený knihou Deník mého bratra. Německy mluvící esperantisté byli zase odsunuti do Německa.

## Za komunistického režimu
Oficiálním orgánem obnoveného svazu byl časopis Esperantista a na Slovensku Esperantisto Slovaka. Do roku 1950 bylo uspořádáno osm Celostátních československých esperantských sjezdů, z toho tři v Brně. Následkem politických změn byl však opětovný rozvoj esperantského hnutí přerušen v roce 1952, kdy esperantské časopisy přestaly vycházet, esperantské kluby mohly už dále existovat pouze u osvětových besed nebo při parcích kultury a oddechu a jejich činnost řídil Celostátní poradní esperantský výbor, později Československý esperantský výbor u Osvětového ústavu v Praze.
V březnu 1969 byl v Brně uspořádán konstituční sjezd a byl založen Český esperantský svaz (ČES, Ĉeĥa Esperanto-Asocio) a o několik měsíců později Svaz slovenských esperantistů SSR. Orgánem ČES je Starto s literární ročenkou Panoramo, dále svaz vydával časopis Medicinistaj Informoj, nyní Sano. Prvním předsedou ČES byl Josef Vítek.

## Současnost

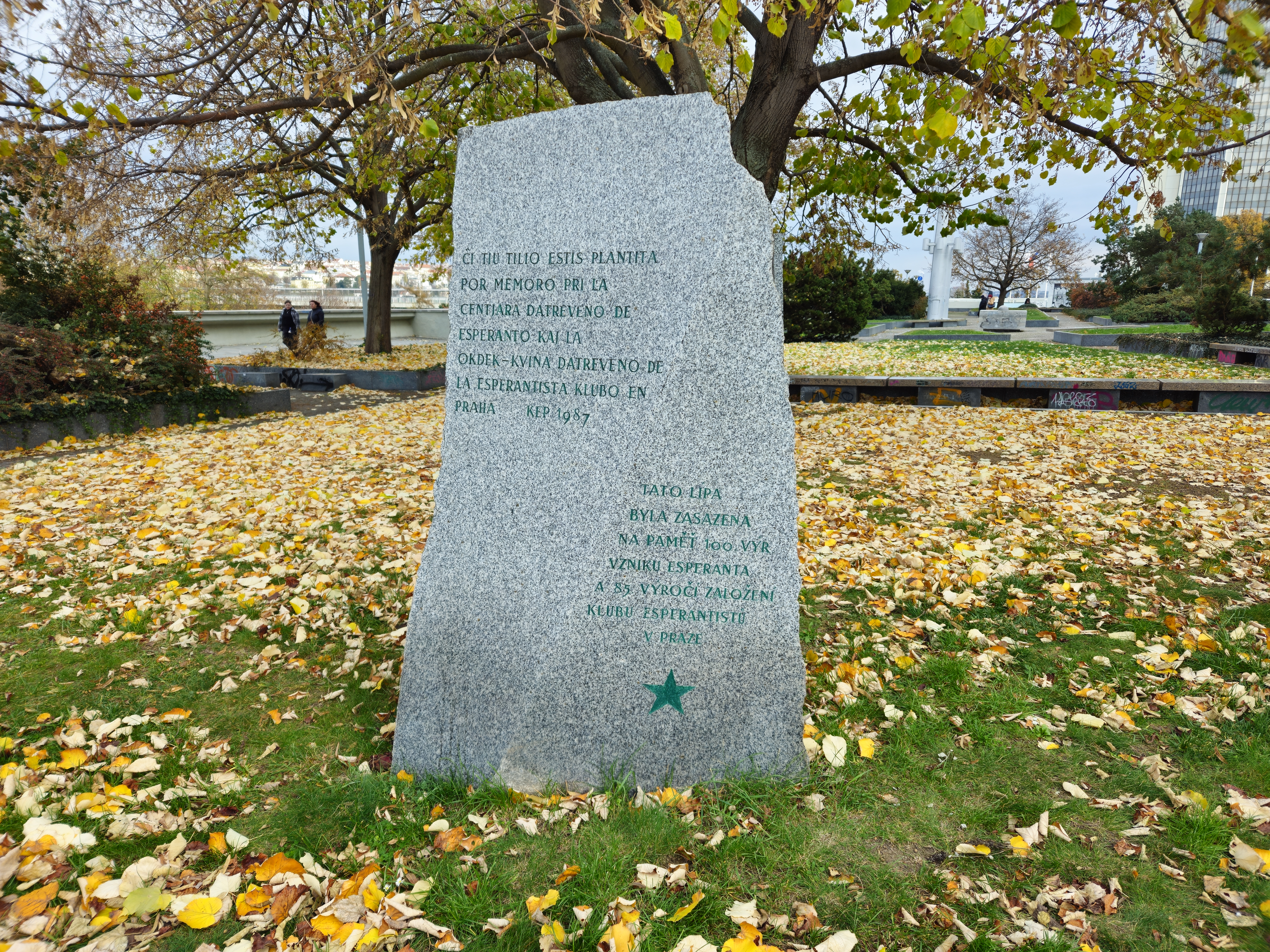
Památník 81. Světového kongresu esperanta (1996) před Kongresovým centrem v Praze

V dnešní době jsou hlavními reprezentanty esperanta v Česku Český esperantský svaz, který čítá necelých 900 zaregistrovaných členů, a Česká esperantská mládež, která od svého znovuobnovení jako občanské sdružení v roce 2005 sdružuje mladé esperantisty do věku 30 let. Český esperantský svaz hostil roku 1996 v Praze 81. Světový kongres esperanta, Česká esperantská mládež pořádala v červenci 2009 ve spolupráci s organizacemi z Německa a Polska v Liberci 65. Mezinárodní kongres esperantské mládeže. Uspořádáním 110. Světového kongresu esperanta v roce 2025 bylo pověřeno Brno.
Další činnost probíhá v klubech esperantistů ve větších městech po celé České republice. Kluby vydávají časopisy, pořádají kongresy, letní tábory a mnohé další akce. Kromě toho existují v Česku také další mluvčí esperanta, jejichž počet není možné určit, protože nejsou zapojeni do činnosti žádné organizace a vykonávají činnost „na vlastní pěst“ či sporadicky, a nebo jsou pouze pasivními uživateli tohoto jazyka. Mezi známé uživatele esperanta v Česku patří např. psychiatr Max Kašparů, Miloslav kardinál Vlk, ilustrátor Pavel Rak či nakladatel Ivo Železný.

### Klubová a odborná činnost
Vysokou uměleckou úroveň mělo pět Kulturních esperantských festivalů v Opavě za vedení Vlastimila Kočvary. Evropskou pověst mají Letní esperantské tábory v Lančově, kde se ve třech etapách vystřídá až 400 účastníků, celé skupiny i jednotlivci z cizích zemí (zakladatelé tradice táborů jsou Pavel Sittauer a Jaroslav Habeš). Řada klubů je v plné činnosti a je známa velkými uměleckými pořady k různým kulturním výročím. Velmi významné jsou semináře o užití esperanta ve vědě a technice.